# Lewis Travis
Lewis Travis (Whiston, 16 ottobre 1997) è un calciatore inglese, difensore o centrocampista del Blackburn.

## Caratteristiche tecniche
È un difensore centrale che può agire anche da mediano.

## Carriera
Cresciuto nel settore giovanile del Liverpool, nel 2014 è passato al Blackburn che lo ha aggregato al proprio settore giovanile. Ha debuttato in prima squadra il 29 agosto 2017 disputando l'incontro di EFL Trophy vinto 1-0 contro lo Stoke City U21.

## Statistiche
Statistiche aggiornate al 16 gennaio 2020.

### Presenze e reti nei club
| Stagione        | Squadra         | Campionato      | Campionato | Campionato | Coppe nazionali | Coppe nazionali | Coppe nazionali | Coppe continentali | Coppe continentali | Coppe continentali | Altre coppe | Altre coppe | Altre coppe | Totale | Totale | Totale |
| Stagione        | Squadra         | Comp            | Pres       | Reti       | Comp            | Pres            | Reti            | Comp               | Pres               | Reti               | Comp        | Pres        | Reti        | Pres   | Reti   |        |
| --------------- | --------------- | --------------- | ---------- | ---------- | --------------- | --------------- | --------------- | ------------------ | ------------------ | ------------------ | ----------- | ----------- | ----------- | ------ | ------ | ------ |
| 2017-2018       | Blackburn       | FL1             | 5          | 0          | FACup+CdL       | 3+0             | 0               |                    | -                  | -                  | FLT         | 2           | 0           | 10     | 0      |        |
| 2018-2019       | Blackburn       | FLC             | 26         | 1          | FACup+CdL       | 2+3             | 0               |                    | -                  | -                  |             | -           | -           | 31     | 1      |        |
| 2019-2020       | Blackburn       | FLC             | 25         | 1          | FACup+CdL       | 0+1             | 0               |                    | -                  | -                  |             | -           | -           | 26     | 1      |        |
| Totale carriera | Totale carriera | Totale carriera | 56         | 2          |                 | 9               | 0               |                    | -                  | -                  |             | 2           | 0           | 67     | 2      |        |